# 秋叶

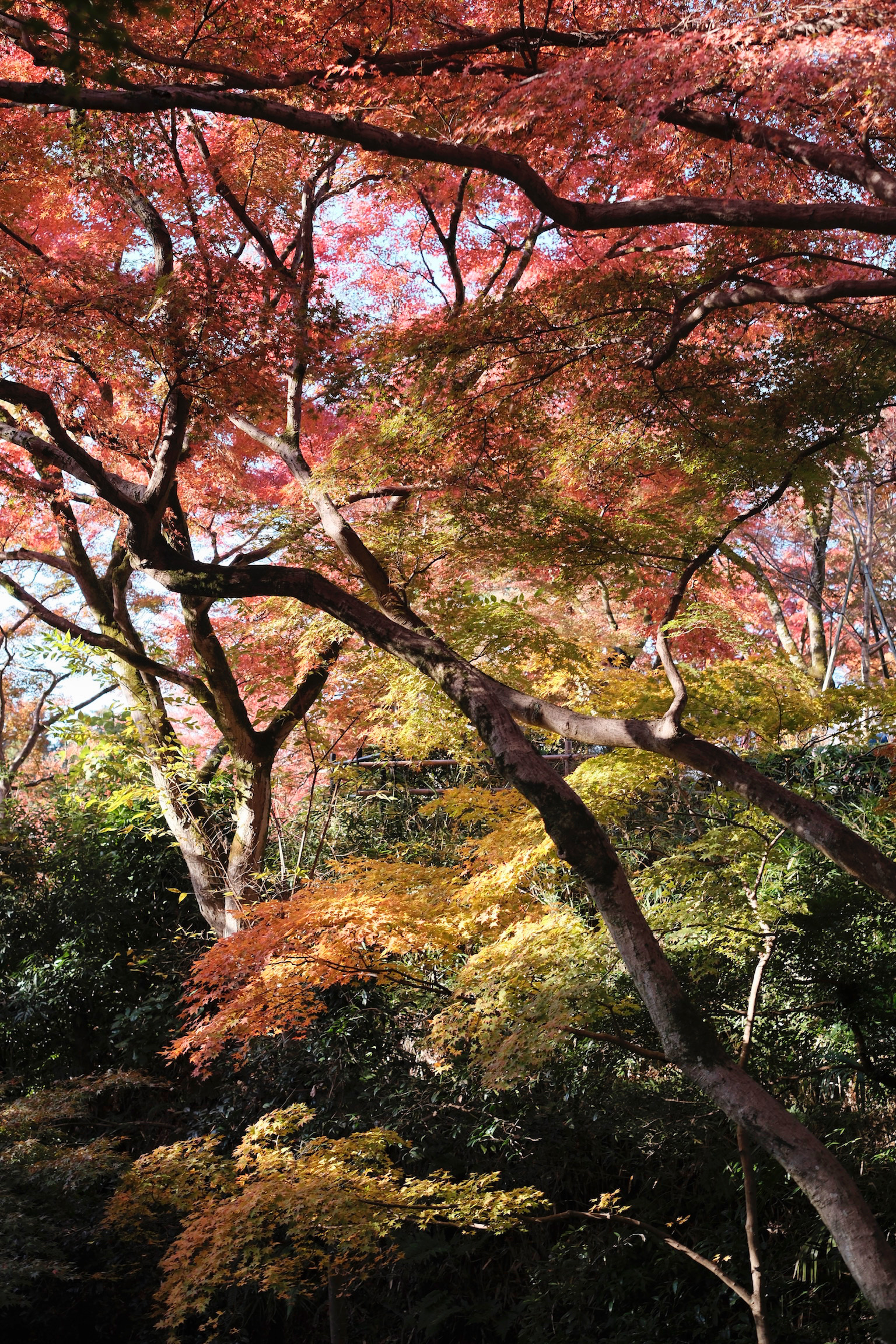
11月末日本京都三千院内的红叶

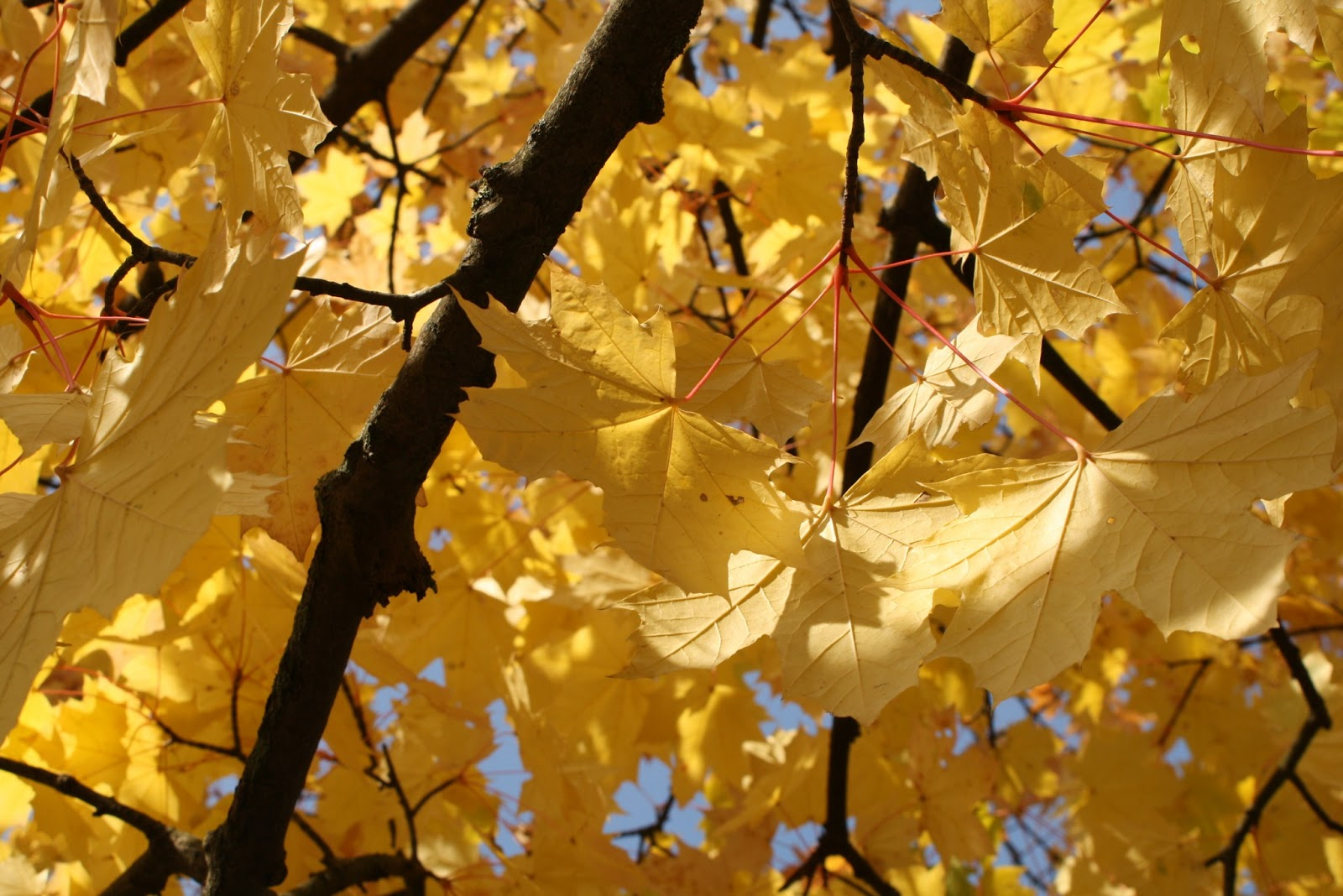
十月份歐洲的紅葉

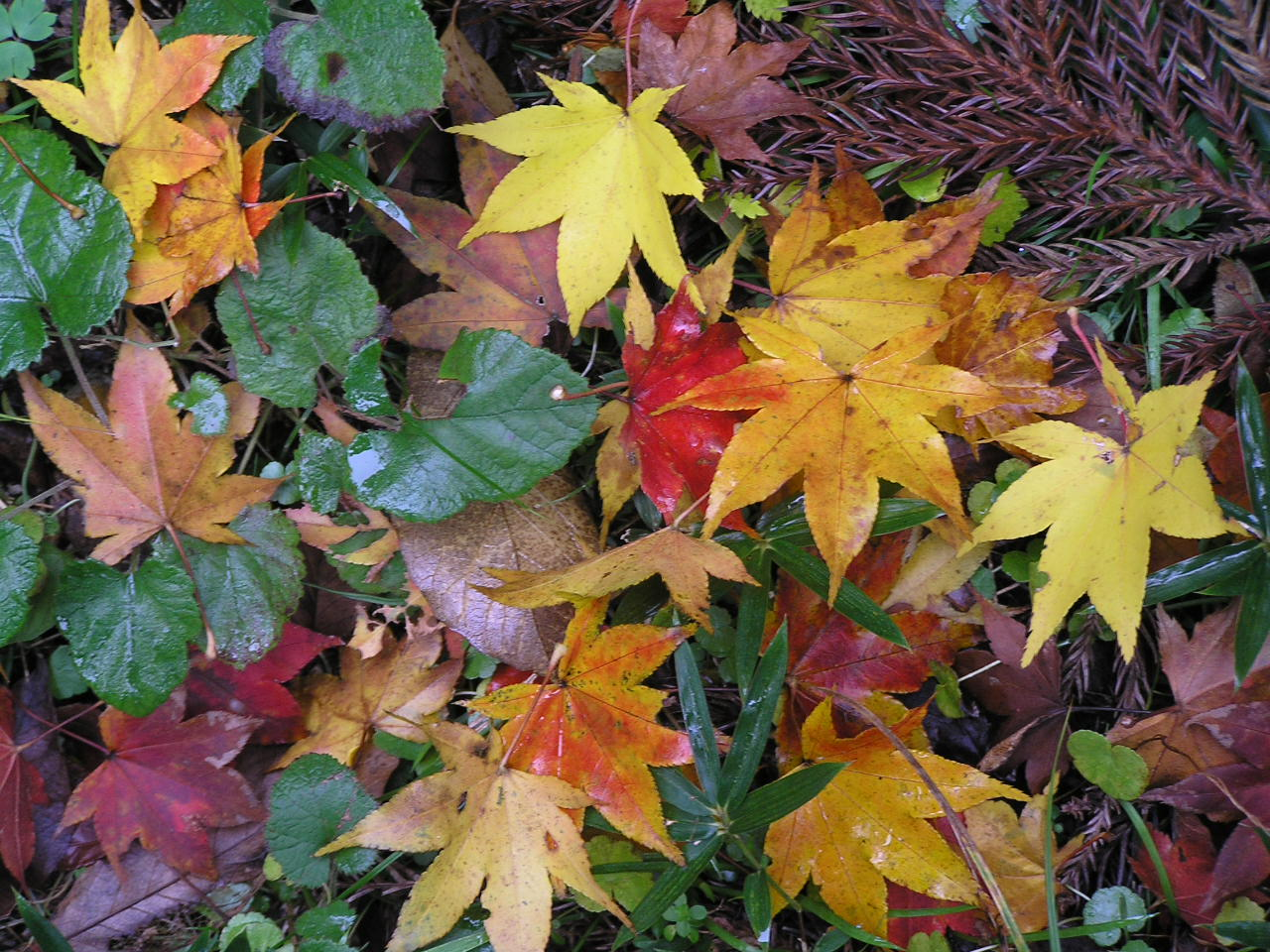
雞爪槭的落葉

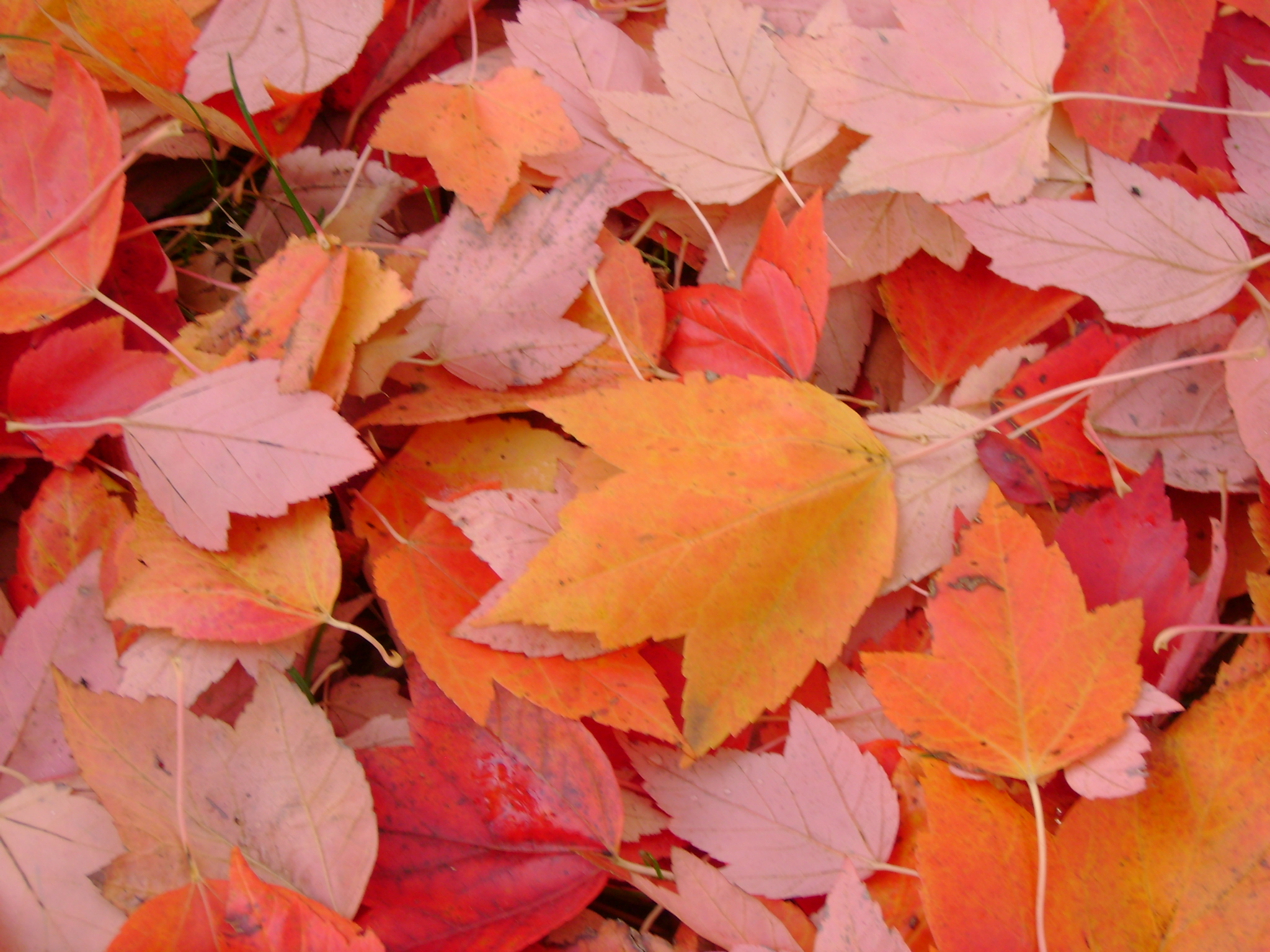
林地的落叶堆

秋叶（fall foliage）指的是在秋季的几周内，落叶乔木及灌木正常绿叶受温度及日照改变而产生的现象。在较冷的秋季，叶色变黄、艳橙或红色，是因为温度降低及阳光减少会抑制叶绿素的产生而显现出辅助色素；而在温带、北方和季节性干燥区的叶子可能有季节性落叶，落叶后会在细枝上留下叶痕。
秋叶中，尤其“紅葉”在溫帶地區（如東北亞及北美洲）是吸引觀光客的重要旅遊資源。
秋叶的变化主要有变色（discoloration）及脱落（abscission）：

## 变色
当秋季来临时，日照减少及气温降低使得叶基慢慢形成一层特殊的木栓细胞，进而使叶脉逐渐闭合，最后便无法供应水分及矿物质，叶绿素也随之降解，叶绿素内的氮元素及其他养分，会被回收而转运至茎与根。残留的色素中，若花色素苷较多，则叶片呈红色；若类胡萝卜素较多，则呈黄色或橙色；此两色素的降解都很缓慢。

## 脱落
当光合作用因叶绿素降解而减少，叶柄基部会分化为离区（abscission zone）。离区分为两部分，远端称作间隔层或离层（separation layer or abscission layer），近端称作保护层（protective layer）；离层则又由两层类似形成层的细胞组成，离层内的细胞接着发生化学变化，使上下部细胞彼此容易分离，接着便落叶。